# 베냐트 에체바리아
간단히 베냐트로 알려진 베냐트 에체바리아 우르기아가 (Beñat Etxebarria Urkiaga, 1987년 2월 19일 ~ )는 스페인의 은퇴한 축구 선수이다. 중앙 미드필더로 활약했다.